# Kungsparken (Malmø)
Kungsparken (Kongens park) er en 8,4 hektar stor park i det centrale Malmø. Parken blev anlagt 1869–70 efter et projekt af den danske landskabsgartner Ove Høegh Hansen, på jord, der tidligere indgik i befæstningsværkerne rundt om Malmøhus. Parken åbnede som Slottsparken for offentligheden i 1872 og er dermed Malmøs ældste park, men fik sit nuværende navn efter kong Oscar 2., der i 1881 indviede en restaurant i parken. Parken fik da navnet Kung Oscars park, hvilket senere blev til Kungsparken.